# Fiat 525
El modelo Fiat 525 es un imponente automóvil fabricado por el constructor italiano Fiat entre 1928 y 1931. En 1929, se entregó un ejemplar del modelo 525M, con una carrocería de tipo landaulet, al Papa Pío XI, convirtiéndose en el primer Papamóvil de la historia.

## Historia

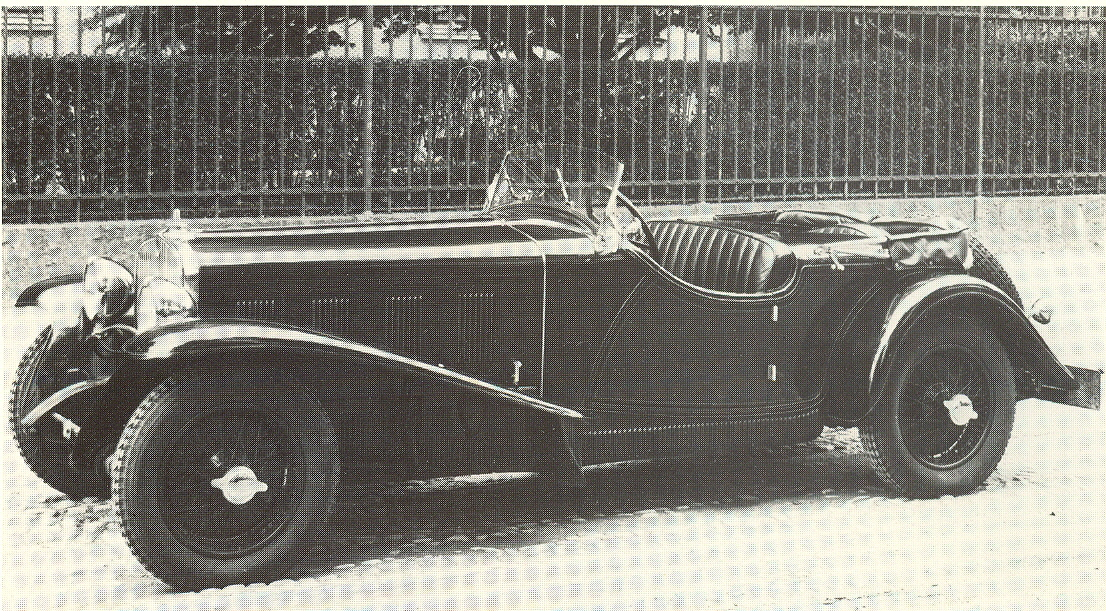
Fiat 525 SS

Después de haber abandonado el proyecto, muy adelantado, del gran Fiat 530 de 8 cilindros por motivos de mercado, Fiat decidió reemplazar el Fiat 512 por este nuevo coche, el Fiat 525.
Equipado con un nuevo motor de 6 cilindros en línea de 3739 cm³ y con una potencia de 68,5 CV, la primera versión solo constó de 511 unidades, más una versión especial para el Papa, entregada el 29 de abril de 1929.
La segunda serie comprendía tres modelos : 
- El modelo 525N disponía de un bastidor acortado y de mejoras mecánicas. De esta versión se construyeron 1.784 unidades hasta 1931, muchos de ellos para la exportación.
- El modelo 525S y el modelo 525SS, versiones deportivas con bastidor corto y dispositivos más potentes. El modelo SS disponía de un motor que desarrollaba 89 CV. Más de 2100 ejemplares fueron construidos hasta 1931.

## Motorizaciones
| Modelo | Años    | Motor                | Cilindrada | Potencia | Sistema de alimentación |
| ------ | ------- | -------------------- | ---------- | -------- | ----------------------- |
| 525    | 1929-31 | 6 cilindros en línea | 3739 cc    | 68,5 CV  | Carburador sencillo     |
| 525 N  | 1929-31 | 6 cilindros en línea | 3739 cc    | 68,5 CV  | Carburador sencillo     |
| 525 S  | 1929-31 | 6 cilindros en línea | 3739 cc    | 68,5 CV  | Carburador sencillo     |
| 525 SS | 1930-31 | 6 cilindros en línea | 3739 cc    | 89 CV    | Carburador sencillo     |

## Curiosidades
- El 21 de marzo de 1929, un ejemplar del Fiat 525M, con una carrocería de tipo landaulet, fue ofrecida al Papa Pío XI, convirtiéndose en el primer Papamóvil de la historia. El vehículo fue conducido hasta un patio del Vaticano por el piloto italiano Felice Nazzaro durante la ceremonia de entrega del coche, en presencia del senador Giovanni Agnelli, fundador de Fiat.[2]